# 135th Street (stacja metra na Eighth Avenue Line)
135th Street – stacja metra nowojorskiego, na linii A, B i C. Znajduje się w dzielnicy Manhattan, w Nowym Jorku i zlokalizowana jest pomiędzy stacjami 145th Street i 125th Street. Została otwarta 10 września 1932.